# Centre d'extermination de Bełżec
Vous lisez un « article de qualité » labellisé en 2016.
Pour les articles homonymes, voir Bełżec.
Le centre d'extermination de Bełżec (prononcé en polonais : [ˈbɛu̯ʐɛt͡s]) est le premier des trois centres destinés à l'extermination des Juifs d'Europe dans le cadre de l’Aktion Reinhard, avant la mise en service de Sobibór et Treblinka, dont il constitue le prototype. Il est aussi le premier à être doté de chambres à gaz fixes construites à cet effet. En activité de mars à décembre 1942, soit pendant dix mois, il est le théâtre du gazage de 450 000 à 500 000 personnes, majoritairement juives et Roms,. Il se situe à côté de la petite ville de Bełżec en Pologne, dans le département de Lublin, au nord-ouest de Lwów.
Dirigé par Christian Wirth, qui met en place une culture et des pratiques fondées sur une extrême violence, il permet de tester puis de roder le travail forcé de certains déportés, les  Arbeitsjuden, au cœur même du processus d'extermination et de compenser la faiblesse de l'effectif SS par l'appel à des gardiens supplétifs formés à Trawniki. Preuve de la redoutable efficacité mortifère du camp, moins d'une dizaine de survivants sont identifiés après-guerre.

## Création et organisation

### Origine
Le 20 juillet 1941, Heinrich Himmler se rend à Lublin et y rencontre le SS- und Polizeiführer Odilo Globocnik, adjoint direct du Höhere SS- und Polizeiführer, Friedrich-Wilhelm Krüger, afin de préparer la transformation du district de Lublin en bastion de la police et de la SS, en évacuant la population polonaise et juive pour « germaniser » la région, puis à terme tout le Gouvernement général de Pologne ; lors de cette réunion, il donne l'ordre à Globocnik de construire un nouveau camp à Majdanek. Selon l'historien Richard Breitman, il est vraisemblable que les deux hommes ont évoqué lors de cet entretien la déportation des Juifs vers un système de camps de concentration et d'extermination. En août, Himmler et Philipp Bouhler, chef de la chancellerie du Führer, envisagent de mettre sous les ordres de Globocnik une partie du personnel spécialisé dans les gazages, inactive depuis l'arrêt de l’Aktion T4, afin de l'affecter au massacre de Juifs.
Le 13 octobre, soit trois mois avant la conférence de Wannsee du 20 janvier 1942, Himmler, Globocnik et Krüger se mettent d'accord sur la création d'un centre d'extermination à Belzec. Début novembre une centaine de fonctionnaires de l'Aktion T4 sont envoyés sur place pour travailler avec Globocnic et Adolf Eichmann sur la conception et la construction du camp . Avec les deux autres centres d'extermination de l'Aktion Reinhard, à Sobibór et à Treblinka, ces centres de mise à mort sont destinés à l'assassinat des quelque 1 500 000 Juifs qui vivent dans le Gouvernement général de Pologne. Selon la chronologie établie par Édouard Husson, la décision de créer un centre d'extermination à Belzec précède « l'ordre (ou l'autorisation ou l'indication sans ambiguïté donnée par Adolf Hitler que le moment était venu) de passer à un génocide immédiat des Juifs de toute l'Europe », qu'il date de début novembre 1941,.

### Choix du lieu et construction

Localisation des centres d'extermination nazis en Pologne.

Comme Sobibór et Treblinka, Belzec est choisi en raison de son isolement, de la proximité des voies ferrées (il est construit à moins de 500 mètres de la gare existante) et de la présence d'importantes communautés juives dans les environs ; le centre est ainsi situé dans le district de Lublin, ville où se trouve l'un des plus grands ghettos de Pologne. Son emplacement, au voisinage des territoires occupés par l'Union soviétique, permet également d'entretenir l'illusion que les Juifs disparus sont déportés dans des camps de travail à l'Est. Par ailleurs, le centre est construit à l'emplacement de fortifications frontalières bâties en 1940 et dotées de fossés antichars pouvant permettre d'ensevelir les corps des victimes.
Situé sur l'emplacement d'un camp de travail forcé pour les Juifs du ghetto de Lublin, actif durant une bonne partie de l'année 1940, Belzec est conçu comme un prototype permettant de déterminer la meilleure technique de massacre à grande échelle et d'estimer la capacité des chambres à gaz, afin d'acquérir de l'expérience pour construire d'autres centres d'extermination, en tenant compte des résultats obtenus.
Courant octobre 1941, les autorités SS prennent contact avec l'administration communale de Belzec pour que vingt travailleurs polonais réquisitionnés soient mis à leur disposition. Les SS choisissent l'emplacement précis pour la construction du centre et les travaux débutent le 1er novembre, sous la direction de Josef Oberhauser. Belzec inspirera la conception des centres de Sobibór et Treblinka, tous trois construits selon le même modèle « où l'on peut reconnaître la patte de Christian Wirth ». Les travaux s'achèvent courant novembre ou début décembre et 70 prisonniers de guerre soviétiques, libérés de captivité pour participer aux activités du camp, posent une voie ferrée à écartement étroit et une clôture ; après le renvoi des travailleurs polonais, un groupe de Juifs provenant des ghettos avoisinants, dont des travailleurs qualifiés, tels que des charpentiers, maçons et forgerons, est affecté à la poursuite des opérations de construction. En janvier et février 1942, le site est ceinturé de miradors et fin février, les bâtiments et installations nécessaires au processus d'extermination sont terminés et opérationnels.

Le centre d'extermination après son extension.

Mesurant 275 mètres de long sur 263 mètres de large, et comprenant un quai de chemin de fer, le centre est entouré d'une double clôture de barbelés de trois mètres de haut entrelacés de branches d'arbres. Il est divisé en deux secteurs.
Certains bâtiments sont situés à l'extérieur du périmètre du centre : les gardes SS sont tout d'abord logés dans trois maisons à proximité de la gare, à environ 500 mètres du centre, au voisinage immédiat de quelques maisons de Polonais habitant le village ; les gardes sont par la suite regroupés dans des bâtiments situés en face de la gare. Les biens volés aux victimes sont stockés dans l'ancien dépôt de locomotives, vers lequel ils sont acheminés par une voie de chemin de fer à écartement étroit, dans des wagons poussés par des Arbeitsjuden, au départ du centre de regroupement situé dans le centre I ; la laverie du centre est également située dans le village à proximité du pont sur le fleuve.
Le centre I est destiné aux tâches annexes et préparatoires au processus d'extermination. Il est subdivisé en deux sections : la plus petite regroupe les bâtiments administratifs et les logements des Wachmänner, tandis que le secteur d'arrivée des déportés occupe la plus grande portion. S'y trouvent aussi les logements et ateliers où travaille une partie des Arbeitsjuden, des hangars pour l'entreposage des bagages et objets de valeur, les salles de déshabillage et celle où l'on rase les cheveux des femmes.
Le centre II, séparé du centre I par une clôture de barbelés, regroupe les installations d'extermination. Il comporte un bâtiment rudimentaire en bois divisé en trois compartiments, soit autant de chambres à gaz, les fosses communes et un baraquement pour les Arbeitsjuden chargés d'extraire les corps des chambres à gaz et de les enfouir dans les fosses. Pour passer du centre I au centre II, les victimes doivent emprunter un couloir large d'à peine deux mètres bordé de barbelés de trois mètres de haut et dissimulés par une clôture de branchages empêchant les déportés de voir à l'extérieur : il est surnommé le boyau (Schlauch) ou l'écluse (Schleuse). Le camouflage constitue un élément essentiel et doit convaincre les Juifs qu'ils se trouvent dans un camp de transit avant d'être envoyés dans un camp de travail.
Entre mi-juin et mi-juillet 1942, les activités d'extermination sont temporairement suspendues : les chambres à gaz en bois sont détruites pour être remplacées par un bâtiment en béton nettement plus grand, comportant six chambres à gaz, ce qui permet d'augmenter significativement le nombre de victimes gazées quotidiennement. Cet accroissement de la capacité du centre fait suite à une réunion entre Viktor Brack et Odilo Globocnik, début mai 1942, réunion au cours de laquelle, selon le témoignage de Josef Oberhauser qui y assiste également, Globocnik est informé  du plan d'extermination totale des Juifs.

### Les exécuteurs

#### Le personnel allemand

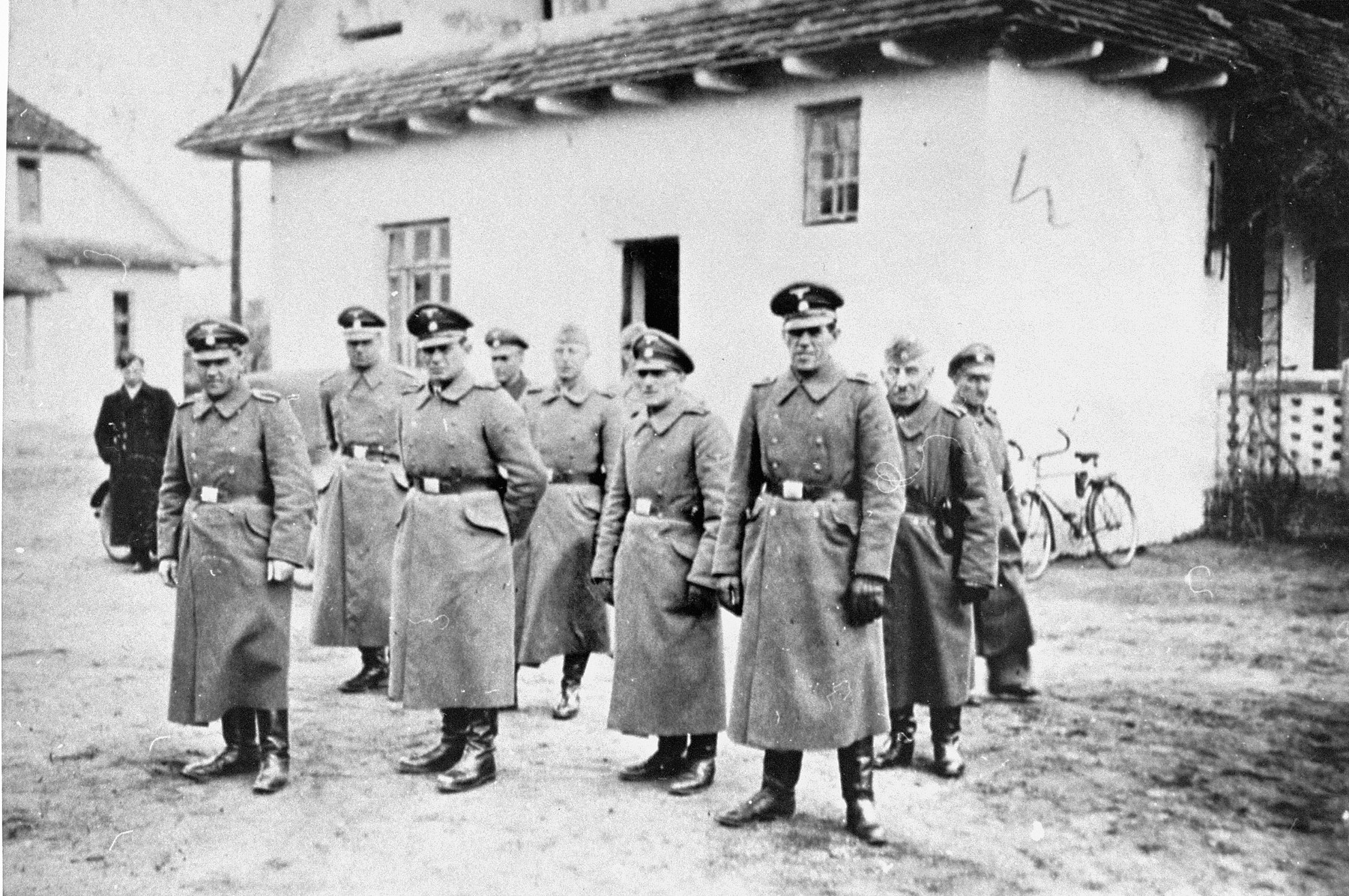
Membres du personnel SS en 1942. Sur cette photographie prise à l'extérieur du centre, on peut notamment reconnaître Lorenz Hackenholt, le troisième à partir de la droite (et aussi le plus proche du photographe).

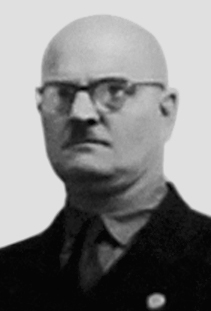
Christian Wirth.

La construction du centre s'effectue sous le commandement de Josef Oberhauser et est concrètement supervisée par Richard Thomalla. Une fois celle-ci terminée, Christian Wirth devient le premier commandant du centre, à partir de la deuxième quinzaine du mois de décembre 1941. Gottfried Schwarz, dont la cruauté vaut bien celle de Wirth, est commandant-adjoint, assumant la responsabilité du centre II, tandis que Josef Oberhauser, officier d'ordonnance, occupe la troisième place de la hiérarchie du centre,.
Comme tous les membres des gardes SS, Wirth dépend à la fois de Viktor Brack — l'adjoint de Philipp Bouhler à la chancellerie du Führer — responsable des affectations et des soldes et d'Odilo Globocnik sur le plan opérationnel. Il est considéré par ses subordonnés comme le « maître absolu » du centre : il donne directement des ordres détaillés à tout le personnel SS et en surveille personnellement la bonne exécution.
Wirth a été choisi en raison de son expérience dans des opérations d'extermination, dans le cadre de l’Aktion T4, campagne d'assassinat à grande échelle des handicapés mentaux et physiques en Allemagne. C'est sur la base de ces activités qu'il conçoit le processus de gazage à Belzec, en combinant les chambres à gaz fixes utilisées lors de l’Aktion T4 et l'utilisation de gaz d'échappement d'un moteur pour asphyxier les victimes, mise en pratique à Chełmno. S'il expérimente brièvement l'utilisation de bouteilles de monoxyde de carbone, il y renonce, notamment en raison des problèmes logistiques, préférant l'utilisation d'un moteur qui ne nécessite qu'un approvisionnement en carburant plus facile et plus discret.

« Wirth imposa d'emblée un système de terreur extrêmement efficace. Ne supportant pas la contradiction, il accablait de sa colère et de sa vulgarité détenus, gardiens et membres du personnel allemand. »

— Robert Kuwalek

« Dénué de tout sentiment, il traitait Allemands, Ukrainiens et Juifs comme de simples numéros ; cet homme méprisant et exploitant les êtres humains, haïssait mortellement les Juifs. [...] La brutalité de Wirth n'avait d'égale que sa perversion. »

— Témoignage d'un garde SS
Wirth vérifie systématiquement la bonne exécution de ses ordres sur place en se rendant tant au centre I qu'au centre II, et va jusqu'à participer personnellement, de temps à autre, à toutes les étapes du processus d'extermination, usant de sa cravache sur les déportés, mais aussi sur les SS et les Wachmänner, poussant les déportés vers les chambres à gaz à travers le « boyau » ou expliquant aux SS comment fusiller les déportés incapables de suivre le rythme du processus de gazage.
L'extrême brutalité de Wirth a un impact considérable sur le fonctionnement du centre et s'étend aux SS et aux Wachmänner, qui en usent en permanence, par imitation ; le successeur de Wirth, Gottlieb Hering, s'aligne sur le comportement et la méthode de commandement de Wirth, même s'il ne suscite peut-être pas la même terreur chez ses subordonnés.
La garnison SS comporte vingt à trente hommes, majoritairement d'anciens participants à l’Aktion T4 affectés à différentes tâches liées au processus d'extermination et à la gestion du centre. Ces hommes contrôlent directement les opérations d'extermination, de l'arrivée des convois au gazage, et à l'assassinat par balle des déportés incapables de se déplacer. Comme dans le cadre de l'Aktion T4, tous doivent signer une déclaration de confidentialité les engageant pendant et après leur service au centre.
Lorsque Wirth est nommé inspecteur des trois centres d'extermination de l'opération Reinhard en août 1942, Gottlieb Hering lui succède comme commandant du centre, en gardant Schwarz comme adjoint.

#### Les supplétifs de Trawniki

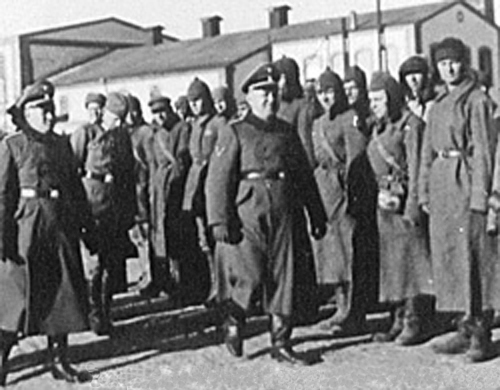
Passage en revue des volontaires par le commandant du camp de Trawniki, Karl Streibel.

Le reste du personnel du centre, soit environ 120 gardes, est constitué de détachements de prisonniers de guerre soviétiques « libérés », « ayant conquis leurs galons au camp d’entraînement de Trawniki », essentiellement d'origine ukrainienne, mais aussi en provenance d'autres républiques soviétiques, des pays baltes ou de Russie ; ce groupe comporte également des Volksdeutschen qui bénéficient d'une plus grande confiance de la part des Allemands. L'effectif varie en fonction des besoins, passant de 90 à 100 gardiens au début des activités du centre, puis à 120 ou 130 hommes lors de l'intensification des exterminations, pour être réduit à 60 ou 70 Hiwis (gardes) au moment du démantèlement du centre.
Ces gardiens provenant de Trawniki sont connus sous différentes dénominations : Trawniki-Männer, Hiwis, Askars, Wachmänner, « les noirs » ou les Ukrainiens. S'ils sont toujours placés sous le commandement d'un SS (en l'occurrence Karl Streibel), les Wachmänner ont leur hiérarchie et leur structure propre (compagnie, pelotons et sections), les postes à responsabilité étant systématiquement confiés à des Volksdeutschen. Il est probable qu'ils ne prennent connaissance de la nature précise de leur affectation et des tâches qui leur seront confiées qu'à leur arrivée au centre. Cela ne semble pas poser problème, la plupart d'entre eux s'adaptant facilement à leur implication dans le processus d'extermination de masse et traitant les Juifs avec une grande brutalité, tout en étant eux-mêmes victimes de la violence des SS.
Les trois pelotons de Wachmänner travaillent par rotation à l'extérieur du centre, pour la surveillance des Arbeitsjuden chargés de couper du bois et des branches pour maintenir le camouflage des installations en bon état, et à l'intérieur de l'enceinte des centres I et II, où ils sont chargés de la surveillance des déportés et de l'ensemble du processus d'extermination, extermination à laquelle ils prennent une part active et indispensable vu le nombre réduit de SS affectés à Belzec. Une déposition faite par un ancien Wachmann devant les autorités judiciaires soviétiques, datée du 2 août 1966, est très claire sur ce point : « Je veux dire que tous les gardiens ayant servi dans le centre d'extermination de Belzec ont réalisé les mêmes tâches. Toute l'équipe occupée à protéger le centre un jour était remplacée le lendemain par une autre. Les équipes participaient en alternance à la surveillance des sites et à l'assassinat des gens ».
Même si la violence à l'encontre des déportés fait partie intégrante des opérations d'extermination et résulte d'ordres directs de Wirth, certains Wachmänner « éprouvèrent sans doute du plaisir à tuer ». Lorsqu’il dépeint le comportement d'un des chefs de peloton, Rudolf Reder, l'un des rares survivants du centre, déclare : « Il nous frappait en donnant des coups de poing et de pied. S'il estimait que quelqu'un tirait au flanc, il lui ordonnait de se coucher face contre terre et lui assénait 25 coups de cravache. Le détenu devait les compter et, s'il se trompait, il lui en donnait 25 de plus. D'ordinaire, un homme ne pouvait supporter 50 coups. Le malheureux se traînait ensuite jusqu'à son baraquement et mourait le lendemain ».
Si les Wachmänner se comportent généralement en exécuteurs zélés des ordres des SS, ils enfreignent fréquemment le règlement en entretenant des contacts avec des habitants polonais du village, avec lesquels ils organisent un marché noir, échangeant des objets de valeur, des devises ou des vêtements de qualité spoliés provenant des déportés, contre de la nourriture et de l'alcool ou des relations avec des prostituées, faisant ainsi systématiquement preuve d'insubordination. Les états d'ébriété pendant le service sont fréquents, ainsi que la violation du secret sur la nature exacte des activités du centre. Ces comportements sont sévèrement réprimés par les SS et conduisent, dans certains cas, à des exécutions. Des fuites ou tentatives de fuite se produisent également, notamment en juillet 1942 et au début du mois de mars 1943 : les Wachmänner qui y participent sont fusillés.

### LesArbeitsjuden
Comme à Chełmno, durant les premières semaines d'activité du centre d'extermination de Belzec, la tâche d'extraire les corps des victimes des chambres à gaz, n'est pas, dans un premier temps, confiée à des déportés, mais effectuée par des Wachmänner. Vu la dureté de ces tâches, il est décidé, après quelques semaines, de confier les travaux les plus durs à des déportés sélectionnés dès leur arrivée au centre, les Arbeitsjuden. La date de la création des Arbeitsjuden n'est pas connue avec précision,.
Dans un premier temps, et de manière arbitraire, les SS sélectionnent, lors de l'arrivée de convois, des hommes qui semblent en bonne santé et en état de travailler, pour extraire les corps des wagons et transporter les effets des victimes vers le point de rassemblement des bagages et effets personnels ; dès leur tâche effectuée, ils sont tous conduits aux fosses pour y être fusillés et enterrés,.
Après cette première période d'improvisation, les Arbeitsjuden sont répartis en groupes spécialisés, hiérarchisés, avec un effectif global relativement stable, compte tenu de l’extrême mortalité qui y règne. En pleine période d'activité, l'effectif des Arbeitsjuden s'élève à 1 000 personnes, à peu près également distribué entre le centre I et le centre II, tout contact entre les deux groupes étant interdit. Très rapidement, les Arbeitsjuden sont divisés en groupes permanents, compte non tenu de leur importante mortalité, et affectés à des tâches précises et spécialisées.
Dans l'enceinte du centre I, un détachement, le Bahnhofskommando (commando de la gare) est chargé d'aider ou de forcer les déportés à descendre des wagons, de ramasser les bagages restés dans le convoi, de porter les effets personnels à l'endroit du triage et, en l'absence de convois, de nettoyer l'ensemble du site, à l'exception du centre II. En ordre d'importance numérique, un deuxième groupe est chargé de la tonte des cheveux des déportées, juste avant leur envoi vers le « boyau » et les chambres à gaz. Belzec dispose également d'un petit groupe d'artisans, aux compétences diverses, auquel les Allemands peuvent faire appel à titre privé, notamment pour des travaux dans leur cantonnement, à l'extérieur du périmètre du centre ; dans ce cas, ils sont accompagnés et surveillés par des Wachmänner. Le centre I comporte également de nombreux autres détachements spécialisés, les Goldjuden (Juifs de l'or) affectés au rassemblement, au tri et à l'emballage de l'or, y compris celui provenant des dents arrachées aux cadavres, de l'argent et d'autres objets de valeur. D'autres Arbeitsjuden effectuent des activités diverses à l'intérieur du centre, comme des travaux de réparation, l'entretien des baraques, ou la lessive, la cuisine ou le nettoyage des bâtiments, ces trois dernière tâches étant également effectuées par des Arbeitsjuden affectés au centre II.
Dans l'enceinte du centre II, le Leichenkommando (commando des cadavres) est chargé d'extraire les corps des chambres à gaz, d'arracher les dents en or des victimes et d'enterrer les corps dans des fosses communes. De novembre 1942 à mars 1943, ses membres sont également affectés à l'exhumation des cadavres des fosses communes et à leur incinération sur des bûchers.
Après la liquidation du centre, les Arbeitsjuden survivants sont conduits, en avril 1943, à Sobibor, où ils sont gazés.

## Les opérations de tuerie

### L'arrivée des convois
L'extermination à grande échelle commence, à Belzec, le 17 mars 1942, avec le premier convoi de déportation provenant du ghetto de Lublin, qui marque le véritable début de l'opération Reinhard. Cette extermination de masse fait vraisemblablement suite à la décision de déporter les Juifs de Slovaquie vers le Gouvernement général et l'objet d'une autorisation de Reinhard Heydrich. Les victimes sont amenées au centre par des trains de quarante à cinquante wagons, qui s'arrêtent à la gare de Belzec. Ces convois sont ensuite divisés en deux ou en trois sections, le quai à l'intérieur du centre ne pouvant absorber que vingt wagons ; dès que les wagons de la première section sont évacués, ils retournent à la gare pour être suivis par les wagons de la section suivante. Ni les gardes qui ont escorté le convoi, ni les cheminots polonais ne sont autorisés à introduire les wagons dans l'enceinte du centre, cette tâche étant réservée à une équipe de cheminots allemands spécialement habilités et « dignes de confiance », ceci afin de limiter le nombre de témoins oculaires.
Lors du débarquement des convois, les déportés ne peuvent apercevoir ni les fosses communes, ni les chambres à gaz, ce qui permet d'éviter tout mouvement de panique ou de résistance ; l'enceinte de barbelés et la présence de gardes armés contribuent également à ce que les victimes restent passives. Si dans un premier temps les wagons sont ouverts et évacués de force par des SS et des Wachmänner, cette tâche est ensuite assurée par des Arbeitsjuden, qui sont également chargés de rassurer les déportés, la descente des wagons étant accélérée par les gardiens à coups de fouet. Après leur descente du train, un responsable du centre adresse aux arrivants un discours rassurant, traduit en polonais et en yiddish par un des Arbeitsjuden, discours selon lequel Belzec est un camp de transit où, après s'être déshabillés, ils recevront une douche, un traitement désinfectant puis des vêtements propres, avant d'être envoyés vers un camp de travail plus à l'Est. Dès cette première étape, ils sont forcés de courir et sont frappés pour ne leur donner aucune possibilité de réflexion ou de réaction.
Lors de l'arrivée des convois, une triple sélection est effectuée : les personnes âgées, faibles ou malades et les enfants en bas âge sont séparés des autres déportés, et restent dans la zone d'arrivée jusqu'à la fin des opérations de gazage des autres déportés ; ils passent ensuite à travers le boyau, vers les fosses communes, au bord desquelles ils sont abattus. Pour les autres déportés, les hommes, puis dans un second temps, les femmes et les enfants, sont forcés de se déshabiller et de remettre leurs vêtements et objets de valeur aux Arbeitsjuden. Cette opération se déroule en plein air, au début des activités du centre, puis dans des baraques construites à cet effet. Afin de maintenir la fiction du camp de transit, ces baraques disposent d'un comptoir pour que les déportés y déposent leurs objets de valeur, avec la garantie qu'ils leur seront rendus après la douche. Enfin, en fonction des besoins, des hommes sont sélectionnés pour compléter l'effectif des Arbeitsjuden.
À ce stade du processus d'extermination, Cehreli ne mentionne que deux cas de rébellion spontanée et improvisée, l'un effectué contre des membres de la garde SS du Wachtkommando, l'autre contre un gardien SS et un Volksdeutsche faisant partie des Wachmänner, lors du déshabillage. L'auteur insiste cependant sur le fait que ces rébellions ne sont relatées par aucun témoin oculaire direct et que leur importance a vraisemblablement été surestimée.

### L'extermination

#### Avant la construction des chambres à gaz
Avant que ne commencent, le 17 mars 1942, les opérations d'extermination à grande échelle pour liquider les ghettos de Lublin et de Lwów, Wirth, de sa propre initiative, utilise Belzec comme un « centre d'euthanasie sauvage » ; il fait construire un Gaswagen (camion à gaz) par un atelier de mécanique polonais, en veillant à ce que les ouvriers ne connaissent pas la finalité du dispositif dont ils construisent les pièces. Il se fait remettre les malades mentaux et les invalides des villages avoisinant Belzec et Tomaszów Lubelski, par les autorités locales, en prétendant qu'ils vont être envoyés vers un centre de soins ; il opère de la même manière avec des prisonniers politiques polonais détenus par la Gestapo de Zamość. Les cadavres des victimes sont jetés de nuit dans des fossés, le long des routes menant à Belzec.

#### Les chambres à gaz
Les chambres à gaz de la première phase d'activité du centre sont décrites avec précision par l'un des travailleurs polonais requis pour leur construction : 

« Nous avons construit un troisième baraquement, de douze mètres de long sur huit de large [soit une surface de 96 m2]. Ce baraquement était divisé par des cloisons en bois en trois compartiments, chacun large de quatre mètres et long de huit, sur une hauteur de deux mètres. Sur les murs, nous avons cloué une cloison intérieure et rempli de sable l'intervalle. À l'intérieur, les parois étaient revêtues de carton bitumé ; le sol et les cloisons jusqu'à 1,10 mètre de haut étaient recouverts de tôle de zinc. […] Du corridor de ce troisième baraquement […] s'ouvraient trois portes correspondant à trois compartiments. Chacun de ceux-ci avait de plus, sur le côté nord, une porte de 1,80 mètre de haut sur 1,10 mètre de large. Toutes ces portes, ainsi que celles ouvrant sur le corridor comportaient une forte garniture en caoutchouc. Toutes ouvraient sur l'extérieur. Elles avaient été construites très solidement, avec des planches de trois centimètres d'épaisseur, et elles étaient renforcées contre toute pression venant de l'intérieur par des barres de bois qu'on engageait dans deux crochets de fer montés spécialement à cet effet. »

Les chambres à gaz sont pourvues de pommeaux de douche factices. Elles permettent de gazer simultanément de 450 à 480 victimes, et sont reliées aux fosses communes par une voie ferrée étroite partant d'un quai situé immédiatement à l'arrière du bâtiment, afin de faciliter le transport des corps des victimes,.
Du 18 juin au 7 juillet 1942, le centre est réaménagé et agrandi : les chambres à gaz en bois sont détruites et remplacées par un bâtiment en béton situé au même emplacement ou un peu plus loin, ce qui expliquerait la construction d'un nouveau « boyau » plus long que le précédent. Ce bâtiment est également décrit avec précision par l'un des rares survivants du centre :

« Le bâtiment en béton gris abritant les chambres à gaz était bas, long et large. […] De la cour, trois escaliers d'un mètre de large, sans garde-corps, menaient au bâtiment. Un grand vase de fleurs rempli de différentes couleurs avait été disposé devant la façade. Sur l'un des murs, on pouvait lire, en lettres bien visibles : Bade und Inhalationsräume (Installation de bains et d'inhalation). Les escaliers donnaient sur un couloir sombre, large d'un mètre et demi et très long. […]. Dans le couloir, des portes à droite et à gauche, donnaient accès aux chambres à gaz. Ces portes de bois, d'un mètre de large, coulissaient grâce à des poignées en bois. Les chambres à gaz étaient sombres, aveugles, complètement vides. On voyait, dans chaque chambre à gaz, une ouverture ronde de la taille d'une prise électrique. Les murs et le sol étaient en béton. […] Le mur opposé de chaque chambre à gaz était doté d'une seconde porte de deux mètres de large, elle aussi coulissante, par laquelle on extirpait les corps des personnes après l'asphyxie. Les chambres à gaz étaient situées à un mètre et demi du dessus du sol ; les portes des chambres donnaient sur un quai, situé au même niveau, d'où l'on jetait les cadavres par terre. »

— Rudolf Reder.
Le témoignage de Reder est complété par les dépositions de SS du centre, lors des procès d'après-guerre. Celles-ci confirment que tout est fait pour que jusqu'au dernier moment, la fiction d'une « salle de bains et d'inhalation » puisse être maintenue : les cloisons des chambres à gaz sont recouvertes d'une peinture à l'huile de couleur claire, ce qui permet également de faciliter leur nettoyage, et des pommeaux de douche factices y sont installés. Le même soin est apporté au camouflage : outre le rideau d'arbres planté lors de la phase initiale de la construction du centre, un filet de camouflage est placé au-dessus des chambres à gaz, et vraisemblablement également au-dessus du « boyau », pour dissimuler ces installations à l'aviation alliée et aux habitants du coteau donnant vue sur le centre.
Le bâtiment mesure 24 mètres de long sur 10 de large, soit une surface de 240 m2 ; il contient six chambres à gaz, dont les dimensions varient selon les sources (4 mètres sur 8 ou 4 sur 5), ce qui porte la capacité de gazage simultané à 1 500 ou 2 000 personnes par jour. Sa construction entraîne le démantèlement de la voie ferrée étroite utilisée lors de la première période de gazage pour le transport des cadavres, qui sont dès lors tirés vers les fosses communes au moyen de sangles.
Du début à la fin des exterminations, les installations de gazage sont supervisées par Lorenz Hackenholt, surnommé Gasmeister (le champion des gaz), qui assure la maintenance et l'entretien du moteur de char produisant les gaz asphyxiants. Lors des procès d'après-guerre, les témoins et les accusés présentent Hackenholt comme une clé de voûte de l'organisation du centre II.

#### Le processus d'extermination
« Le train arrive : 200 Ukrainiens affectés à ce service arrachent les portières et, avec des cravaches de cuir, ils chassent les Juifs de l'intérieur des voitures. Un haut-parleur donne des instructions: enlever tous les vêtements, même les prothèses et les lunettes[...]. Les femmes et les jeunes filles [doivent] se faire couper les cheveux dans la baraque du coiffeur [...]. Ensuite la marche commença. À droite et à gauche, les barbelés; derrière deux douzaines d'Ukrainiens, le fusil à la main.[...] Totalement nus, les hommes, les femmes, les jeunes filles, les enfants, les bébés, les mutilés, ils passent [...]. Ils montent un petit escalier en bois et entrent dans les chambres de la mort la plupart sans mot dire poussés par les autres qui sont derrière eux [...]. Dans la chambre, des SS pressent les hommes; bien remplir a ordonné Wirth, 700 à 800 sur 93 m² . Les portes se ferment. »

— Kurt Gerstein
Les premières victimes des chambres à gaz proviennent de trois convois de 100 à 520 Juifs arrivés par camions et de la cinquantaine de Juifs, essentiellement issus de Lubycza Królewska, qui avaient été affectés à l'achèvement de la construction du centre.
Wirth met cette première vague d'extermination à profit pour définir la méthode la plus efficace pour gérer l'ensemble du processus, de l'arrivée des convois à l'incinération des cadavres. La structure du centre et les différentes actions imposées aux victimes doivent éviter qu'elles n'anticipent leur sort et maintenir la fiction de leur arrivée dans un camp de travail ou de transit, jusqu'à leur entrée dans les chambres à gaz. Toute l'opération doit être menée le plus rapidement possible : les victimes doivent être sans cesse pressées, obligées de courir afin qu'elles ne disposent d'aucun moment pour observer, réfléchir ou comprendre ce qu'il leur arrive ; elles doivent être choquées, leurs réactions paralysées par la vitesse du processus afin d'éviter toute tentative de fuite ou de résistance, mais aussi pour accélérer le processus d'extermination et augmenter sa capacité. Enfin, une partie des déportés est chargée des travaux physiques liés au processus d'extermination, comme l'extraction des corps des chambres à gaz, leur transport et leur enfouissement dans des fosses communes.
Les premiers gazages sont effectués avec du gaz en bouteille, sans doute du monoxyde de carbone, déjà utilisé lors de l’Aktion T4 ; courant février 1942, Christian Wirth alterne ce procédé avec l'utilisation des gaz d'échappement d'un moteur de char russe T-34. Cette dernière méthode est finalement retenue et sera également utilisée à Sobibor et Treblinka. Les gazages à grande échelle débutent le 16 mars 1942 avec les Juifs de Galicie, suivis, le lendemain 17 mars 1942, par l'arrivée de convois provenant du ghetto de Lublin et des districts de Lublin et de Lwów ; fin mai, 80 000 Juifs ont été exterminés dans les trois chambres à gaz du centre, au rythme de 150 à 200 victimes par chambre à gaz et par séance.
Fin mai, deux transports d'un total de 1 350 Juifs arrivent au centre, en provenance des petits ghettos de la région de Cracovie ; courant juin, d'importants convois, partis du district de Cracovie, amènent au centre 16 600 victimes supplémentaires. Cet afflux dépasse les capacités de gazage du centre et l'extermination est suspendue vers la mi-juin 1942, afin de moderniser le centre et d'accroître ses capacités de tuerie : au cours de cette première phase de quatre mois d'activité, 93 000 victimes ont été assassinées. Après la construction de nouvelles chambres à gaz qui permettent de gazer 2 000 personnes par jour, l'extermination reprend mi-juillet 1942. Peu après, le 8 août, le centre fait l'objet d'une visite d'inspection par Hans Kammler et Odilo Globocnik, afin de vérifier la capacité exacte d'extermination des installations.
Dès la fin du processus de déshabillage, les déportés, les hommes puis les femmes et les enfants, sont dirigés, après un dernier message rassurant délivré par le SS responsable, vers les chambres à gaz, en empruntant le « boyau » et sous un déluge de violence ; les portes et les parois des chambres à gaz ont été construites afin de résister à la poussée des victimes qui, une fois à l'intérieur, comprennent souvent ce qui les attend et essaient de forcer les portes. Une fois les déportés enfermés dans les chambres à gaz, Lorenz Hackenholt fait démarrer le moteur qui fournit le gaz mortel, et les lumières sont éteintes. Après une phase de silence, les victimes se mettent à frapper contre les portes et à appeler à l'aide ; après une douzaine de minutes, le silence revient et l'un des gardiens regarde à l'intérieur, à travers un hublot, afin de vérifier que les victimes sont bien mortes.
Les trois chambres à gaz sont rarement opérationnelles simultanément, en raison de problèmes techniques ou de pannes. L'opération de gazage ne se déroule pas toujours comme prévu : lors d'une visite destinée à résoudre les problèmes de désinfection des vêtements des victimes et à procéder à un essai de gazage en utilisant du Zyklon B ou de l'acide prussique, Wilhelm Pfannenstiel et Kurt Gerstein assistent à un gazage qui tourne au fiasco. Le moteur ne démarre qu'après trois heures d'essais, durant lesquelles 3 000 victimes restent enfermées dans les chambres à gaz. Arrivé sur les lieux dès le déclenchement de l'incident, Gottlieb Hering, écumant de rage, ordonne que l'on répare l'installation et que l'on maintienne les victimes dans les chambres à gaz en attendant la remise en route du moteur ; en hurlant, il déclare « Qu'ils étouffent et agonisent pendant quelques heures ! ». Malgré cet échec, Wirth refuse de modifier le processus de gazage en remplaçant les gaz d'échappement par du Zyklon B ou de l'acide prussique, méthode qui lui est suggérée par Gerstein ; il demande à celui-ci « de ne pas proposer, à Berlin, de modification des chambres à gaz en vigueur jusque-là et des méthodes de mise à mort, puisque tout a fait ses preuves au mieux et est au point ».
Les opérations d'extermination s'arrêtent à Belzec fin décembre 1942 ou début janvier 1943, soit avant la visite qu'y effectue Heinrich Himmler, fin février 1943.

### Le sort des cadavres

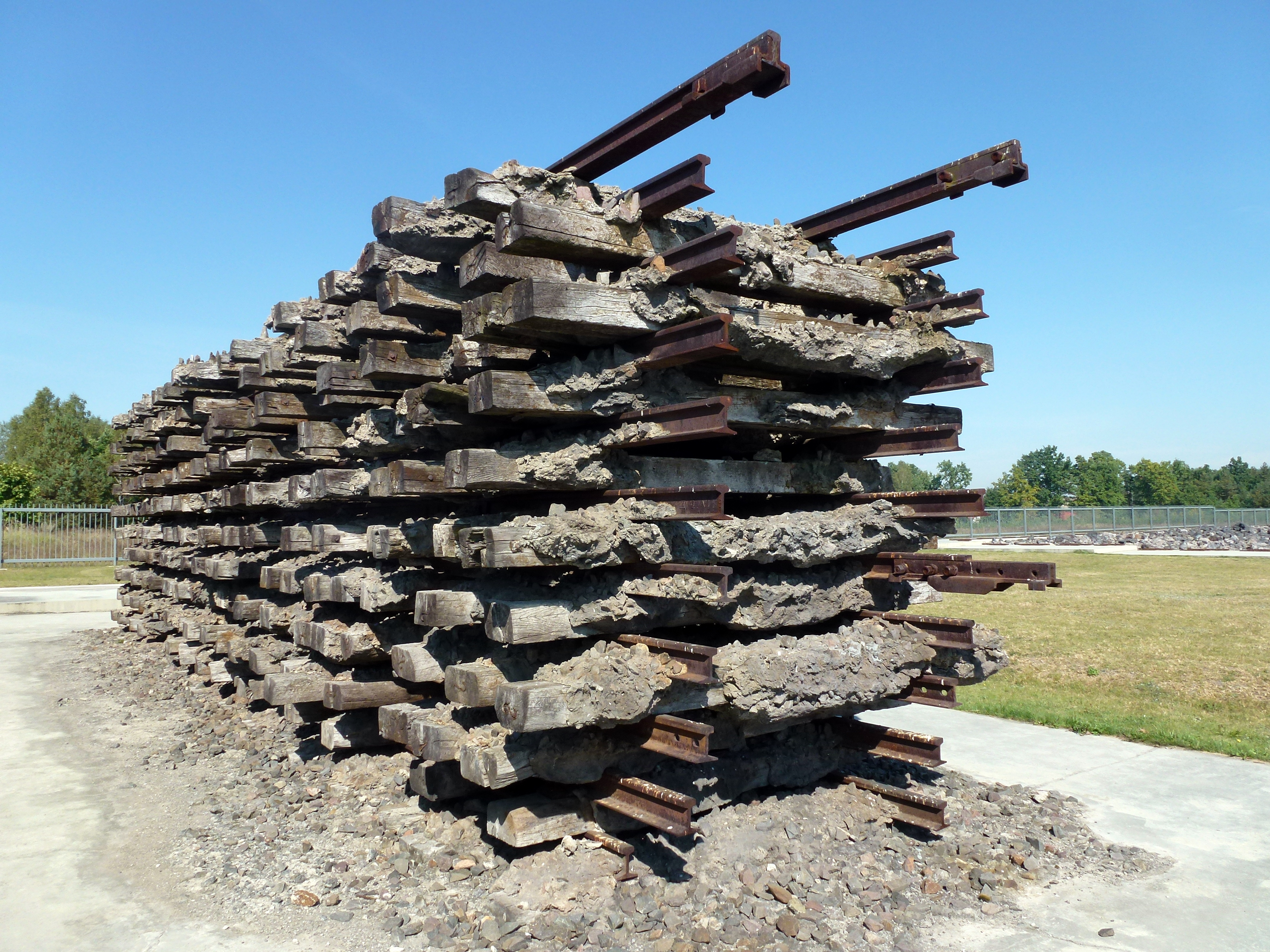
Monument reconstituant un bûcher à Belzec.

Les cadavres sont enterrés dans des fosses communes pouvant contenir plusieurs milliers de corps. La première de celles-ci se situe à la limite nord-est du centre et a une dimension de 6 mètres de profondeur sur 20 de large et 50 de long, ; à la fin des opérations d'extermination, on en compte au moins trente-trois.
Début avril 1942, la vision des fosses horrifie Franz Stangl, pourtant SS-Hauptsturmführer, quand il se rend à Belzec, avant son affectation à Sobibor. « L'odeur… Oh ! L'odeur… Elle était partout. Wirth n'était pas dans son bureau. […] Il était debout près d'une colline, près des fosses… les fosses… pleines, elles étaient pleines. Je ne peux pas vous dire ; pas des centaines, mais des milliers, des milliers de cadavres. ».
En février ou au printemps 1942 le Reichsführer-SS, Himmler et le chef de la Gestapo, Müller, prennent la décision d'effacer systématiquement les traces des meurtres commis par les Einsatzgruppen et dans le centre d'extermination de Chełmno, en exhumant les cadavres des fosses communes et en les incinérant. Cette mission est confiée à Paul Blobel, sous le nom de code « Sonderaktion 1005 ».
En ce qui concerne Belzec et les deux autres centres d'extermination de l’Aktion Reinhard, Globocnik est enjoint d'appliquer les mêmes méthodes, consigne à laquelle il se montre réticent dans un premier temps, estimant « que les Allemands n'avaient pas à dissimuler un acte (l'assassinat des Juifs) dont ils devaient être fiers ».
Globocnik est cependant confronté à la pestilence qui émane des fosses communes, laquelle atteint un point culminant pendant l'été et l'automne 1942. Il tente divers expédients comme le recouvrement des cadavres par du chlorure ou par du ciment liquide, qui se fissure sous l'effet des gaz, l'incinération avec du coke, l'aspersion d'essence, mais sans résultat probant.
La décision d'incinérer les cadavres est finalement prise en novembre 1942 : un premier bûcher, formé de traverses et de rails de chemin de fer, est érigé sur un socle en pierre, une pelleteuse étant transportée, depuis le centre d'extermination de Sobibor, afin de faciliter et d’accélérer l’exhumation des cadavres des fosses communes. Les corps des victimes sont posés sur le bûcher par des Arbeitsjuden et arrosés d’essence ; d'une capacité de 2 000 cadavres par jour, ce premier bûcher est complété par d'autres à partir de janvier 1943, l'incinération se poursuivant jusqu'en mars 1943. La crémation se déroule sans interruption jour et nuit et crée une terrible puanteur parfois perceptible, sous le vent, à une distance de 10 kilomètres, voire plus : selon le témoignage d'un soldat de la Wehrmacht en garnison à Rava-Rouska, à 15 kilomètres du centre de Belzec, « chaque nuit, on voyait la lueur d'un feu s'élever dans le ciel. Lorsque le vent soufflait de là-bas, l'odeur de chair et de cheveux brûlés parvenait jusqu'à nous ».
Après la crémation, les Arbeitsjuden doivent rechercher de l'or dans les cendres et broyer les os en utilisant des moulins à céréales réquisitionnés chez les paysans du voisinage et dans un moulin de plus grande capacité acheminé du ghetto de Lwów. Les cendres sont ensuite jetées dans les fosses.
Lors des fouilles effectuées sur le site en 1997 et 1998, des restes humains sont toutefois retrouvés au fond de certaines fosses : tous les corps n'ont donc pas été exhumés et incinérés alors que ce processus n'était pas soumis à une contrainte de temps. Robert Kuwalek émet l'hypothèse que « les détenus du Sonderkommando sabotèrent peut-être une partie des opérations pour que subsiste une trace du crime ».

## Le démantèlement du centre et l'effacement des traces
Après les opérations d'incinération des cadavres, le centre est démantelé au printemps 1943 ; tous les bâtiments et leurs fondations sont détruits, certaines parties des baraquements étant vraisemblablement transférées dans le camp de Majdanek. Les SS détruisent également l'essentiel des documents relatifs aux activités du camp, à l'exception de ceux qui sont entreposés dans un bâtiment de la gare de Belzec, lesquels seront finalement détruits le 7 juillet 1944, lors du bombardement par l'aviation soviétique d'un train de munitions, faisant ainsi disparaître une documentation extrêmement précieuse sur l'histoire du centre. Des arbres résineux sont plantés sur le site afin de dissimuler toute trace de ses activités. Une exploitation agricole, tenue par un Volksdeutsche, est installée sur le site après le démantèlement des installations, jusqu'en juillet 1944, époque à laquelle l'exploitant fuit devant l'offensive de l'Armée rouge.
Dès la fin du démantèlement et le départ du personnel du centre, des habitants de Belzec et des environs se rendent sur place pour fouiller le site, à la recherche d'objets précieux ; averti de cette situation, Christian Wirth rappelle à Belzec une partie du personnel SS afin d'interdire l'accès au site et de replanter des arbres.

## Le sort des bourreaux
Un peu plus d'un an après la fermeture du centre, le premier commandant du centre, Christian Wirth, est tué en Italie, lors d'opérations contre les partisans près de Trieste, à la fin mai 1944. Son successeur, Gottlieb Hering, meurt en automne 1945, dans la salle d'attente de l'hôpital de Kernen im Remstal. Lorenz Hackenholt disparaît en 1945, mais a vraisemblablement survécu à la guerre et n'a jamais été retrouvé. Odilo Globocnik est fait prisonnier par l'armée britannique à Paternion et se suicide le 31 mai 1945.
Lors du procès de Belzec qui se tient devant le tribunal de grande instance de Munich, du 8 août 1963 au 21 janvier 1965, instruction comprise — le procès en lui-même se tenant en une seule journée —, huit anciens membres du personnel de Belzec sont mis en accusation pour complicité de meurtre de masse. Seul Josef Oberhauser est condamné et écope d'une peine de quatre ans et demi d'emprisonnement pour complicité de meurtre de masse, peine estimée comme « ridicule » par Robert Kuwałek. Les sept autres inculpés sont libérés, le tribunal estimant qu'ils ont agi sous la contrainte.
À la même époque, des instructions judiciaires et des procès sont menés en Union soviétique à l'encontre d'anciens Wachmänner, recrutés et formés à Trawniki et ayant servi à Belzec. À Kiev en 1962-1963 et 1965 et à Krasnodar en 1965, une dizaine de Wachmänner sont inculpés, jugés et écopent de très lourdes peines de prison et de quelques peines de mort.
L'ancien gardien Samuel Kunz, qui devait être jugé en 2011, est mort le 18 novembre 2010.

## Bilan

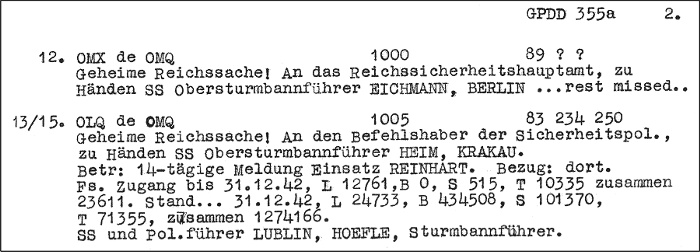
Le télégramme Höfle.

Un premier bilan précis est établi, fin 1942, par le « télégramme Höfle » : ce document, décrypté par les Britanniques quelques jours après son expédition, est adressé le 11 janvier 1943 à Franz Heim, membre de l'état-major de Globocnik à Cracovie  et à Adolf Eichmann, dirigeant de l'Amt B4 de la Gestapo, responsable de l'organisation des déportations des Juifs vers les centres d'extermination. Selon ce document, le nombre des Juifs exterminés à Belzec s'élève à 434 508. C'est ce chiffre qui est repris par Raul Hilberg.

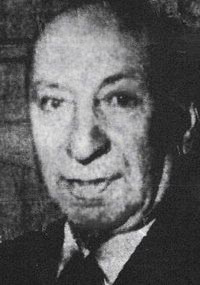
Rudolf Reder.

L'historien allemand Uwe Dietrich Adam estime le nombre total des victimes à 600 000 personnes, chiffre mentionné dans un article d'un juge polonais en 1947, et repris par le tribunal de Munich lors du procès de Josef Oberhauser.
Pour Robert Kuwałek, l'historiographie récente débouche sur un total oscillant entre un peu moins de 450 000 et un maximum de 500 000 victimes. Si l'écrasante majorité des victimes est constituée de Juifs, un nombre indéterminé de prisonniers polonais, de Polonais ou d'Ukrainiens parfois déportés par erreur, de Sintis et de Tziganes, a également été gazé à Belzec.
Preuve de la redoutable efficacité du système d’extermination de Belzec, on ne dénombre que quelques survivants — quatre rescapés selon Cerheli — par rapport à un effectif total situé entre 450 000  et   500 000 déportés. La plupart des survivants identifiés ne se sont pas évadés du centre lui-même, mais lors de transferts ultérieurs ou à l'occasion d'une mission à l'extérieur du centre.
Sarah Ritterband, déportée à Belzec au moment de l'arrêt des opérations de meurtres, est transférée successivement vers Trawniki, Auschwitz et enfin Bergen-Belsen, et c'est lors de ce dernier transfert qu'elle parvient à s'échapper ; Haïm Hirszman et David Begleibter connaissent un parcours à peu près semblable. Begleibter est transféré à Auschwitz, où il est incorporé aux Arbeitsjuden et parvient à s'échapper en profitant de la confusion qui entoure l'arrêt des opérations d'extermination et en rejoignant clandestinement les détenus évacués lors des marches de la mort, auxquelles il survit, Hirszman s'évade lors de son transfert à Sobibor. Enfin, Rudolf Reder s'échappe lors d'une mission à l'extérieur de l'enceinte du camp à Lviv. Kuwalek mentionne deux évasions supplémentaires, celles de Silk Herc et du rabbin Izrael Szapiro, ce dernier s'étant évadé du camp en se cachant dans un wagon sous des vêtements, au tri desquels il était affecté.
En 1946, Reder et Hirszman déposent devant la Commission centrale d'investigation des crimes allemands en Pologne ; Hirszman est assassiné à Lublin le 20 mars 1946, dès le lendemain de son premier jour de déposition devant la Commission, dans des circonstances non élucidées.

## De l'oubli à la commémoration

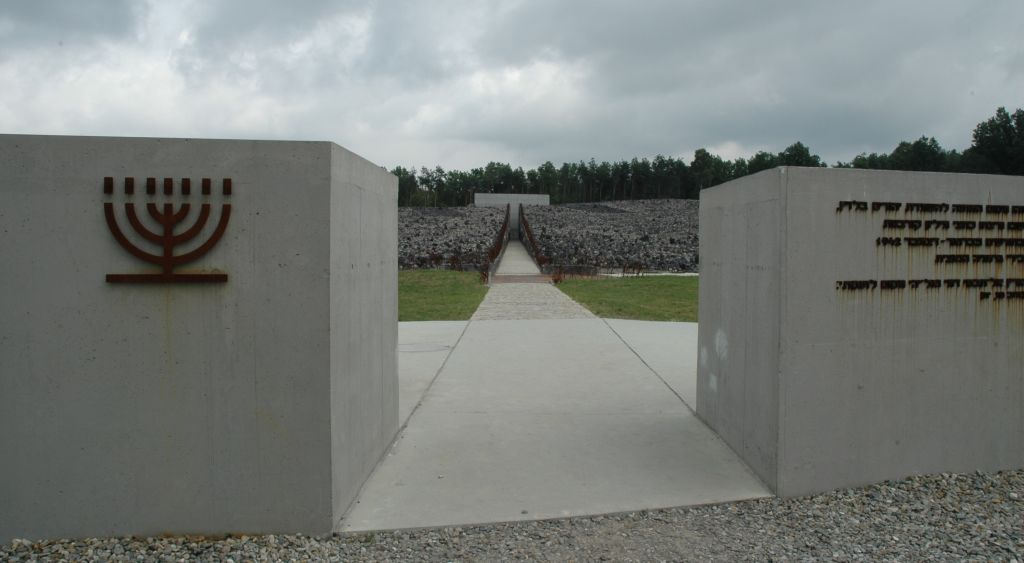
Le mausolée du centre d'extermination de Belzec.

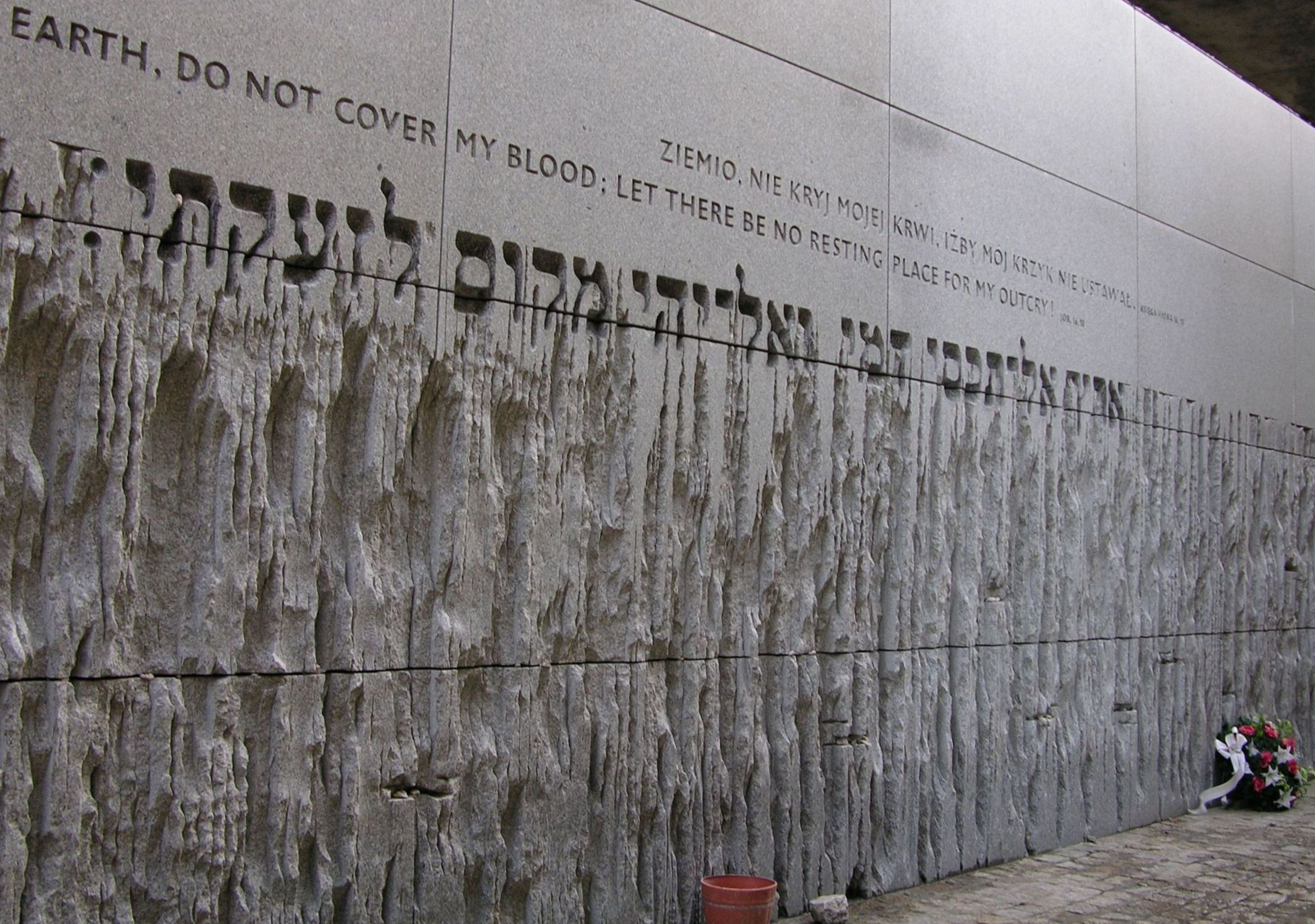
Stèle du musée-mémorial de Belzec, reprenant un extrait de livre de Job: « Ô Terre, ne recouvre pas mon sang ! Qu'aucun obstacle n'arrête mes cris. ».

Dans son ouvrage Moisson d'or, par ailleurs controversé, Jan Tomasz Gross insiste sur la précocité des « fouilles sauvages » effectuées à Belzec par des habitants polonais du village et des environs, à la recherche d'or et d'objets précieux dans les fosses communes, un processus similaire à ce qui se passera à Treblinka après la fin du conflit. Brièvement interrompues lors de la sécurisation du site mise en œuvre par Wirth, ces « fouilles » reprennent dès le départ des derniers détachements de la SS, la police polonaise locale essayant vainement de les empêcher, mais doit bien constater que son action est inefficace, « à peine a-t-on chassé un groupe de gens qu'un autre apparaît ». Les « moissonneurs » — pour reprendre le terme utilisé par Gross — travaillent généralement seuls pour éviter les conflits, mais dans certains cas des entrepreneurs embauchent de petites équipes pour exploiter les endroits potentiellement les plus fertiles, comme la zone où se trouvaient les latrines ; à Belzec, comme plus tard à Treblinka, « il était courant d'emporter des crânes chez soi pour les examiner plus tard en paix ». Le rapport d'une commission polonaise qui se rend sur le site le 10 octobre 1945 témoigne de l'ampleur du pillage des fosses : « sur tout le terrain retourné, on trouve des os humains épars : crânes, vertèbres, côtes, fémurs, mâchoires, cheveux de femmes, souvent tressés, ainsi que des fragments de chair humaine en putréfaction, comme des mains ou des membres inférieurs de petits enfants ».
Pour Robert Kuwałek, cette sordide dévastation du site explique en partie l'absence de toute action des autorités polonaises pour le fermer ou pour y ériger un symbole commémoratif, malgré les demandes des institutions défendant les intérêts des Juifs polonais.
Le procès de Belzec ouvre la voie à une première commémoration. Le 1er décembre 1964, les autorités communistes polonaises font ériger un monument qui ne mentionne pas que la majorité des victimes étaient des Juifs, ni qu'il s'agissait d'un centre d'extermination, la plaque commémorative ne reprenant que les termes « À la mémoire des victimes de la terreur hitlérienne assassinées dans les années 1941-1943 ». Malgré la publication en 1987 de l'ouvrage d'Yitzhak Arard, Belzec, Sobibor, Treblinka, qui consacre une large place à Belzec, il faut attendre 1995 et l'initiative de l'United States Holocaust Memorial Museum, dont le président de l'époque est un survivant de la Shoah qui a perdu toute sa famille à Belzec, pour que soit lancée une véritable réflexion mémorielle autour du site du centre d'extermination. Elle débouche, avec le soutien des autorités polonaises, et notamment l'accord du Conseil de protection de la mémoire des luttes et du martyre (ROPWiM, acronyme de « Rada Ochrony Pamięci Walk i Męczeństwa »), sur une double démarche, à savoir l'organisation d'une campagne de fouilles systématique et scientifique et la création d'un musée-mémorial. Les fouilles débutent avant le chantier de construction. Elles permettent de mettre au jour les fondations de plusieurs bâtiments du centre et les vestiges de 33 fosses communes ; les chercheurs découvrent également des objets ayant appartenu aux victimes, comme de petits objets précieux, des fourchettes, des peignes et des clés d'appartement.
Le musée-mémorial est inauguré le 3 juin 2004 par le président polonais Aleksander Kwaśniewski, en présence de nombreuses délégations étrangères et de membres des familles des victimes. Composé de divers monuments, il comporte notamment la reconstitution d'un bûcher constitué des rails de chemin de fer et de mâchefer, une salle d'exposition, un auditorium, une salle de recueillement et une niche funéraire, dont l'une des parois reprend une liste de prénoms de déportés et l'autre un extrait de livre de Job. L'ensemble du site du camp est recouvert de laitier, de teinte plus foncée sur les emplacements des fosses communes.